# Giusto Lipsio
Giusto Lipsio (in latino Justus Lipsius; Overijse, 18 ottobre 1547 – Lovanio, 23 marzo 1606) è stato un filosofo, umanista e filologo fiammingo, apprezzato e noto come filosofo del diritto.

## Biografia

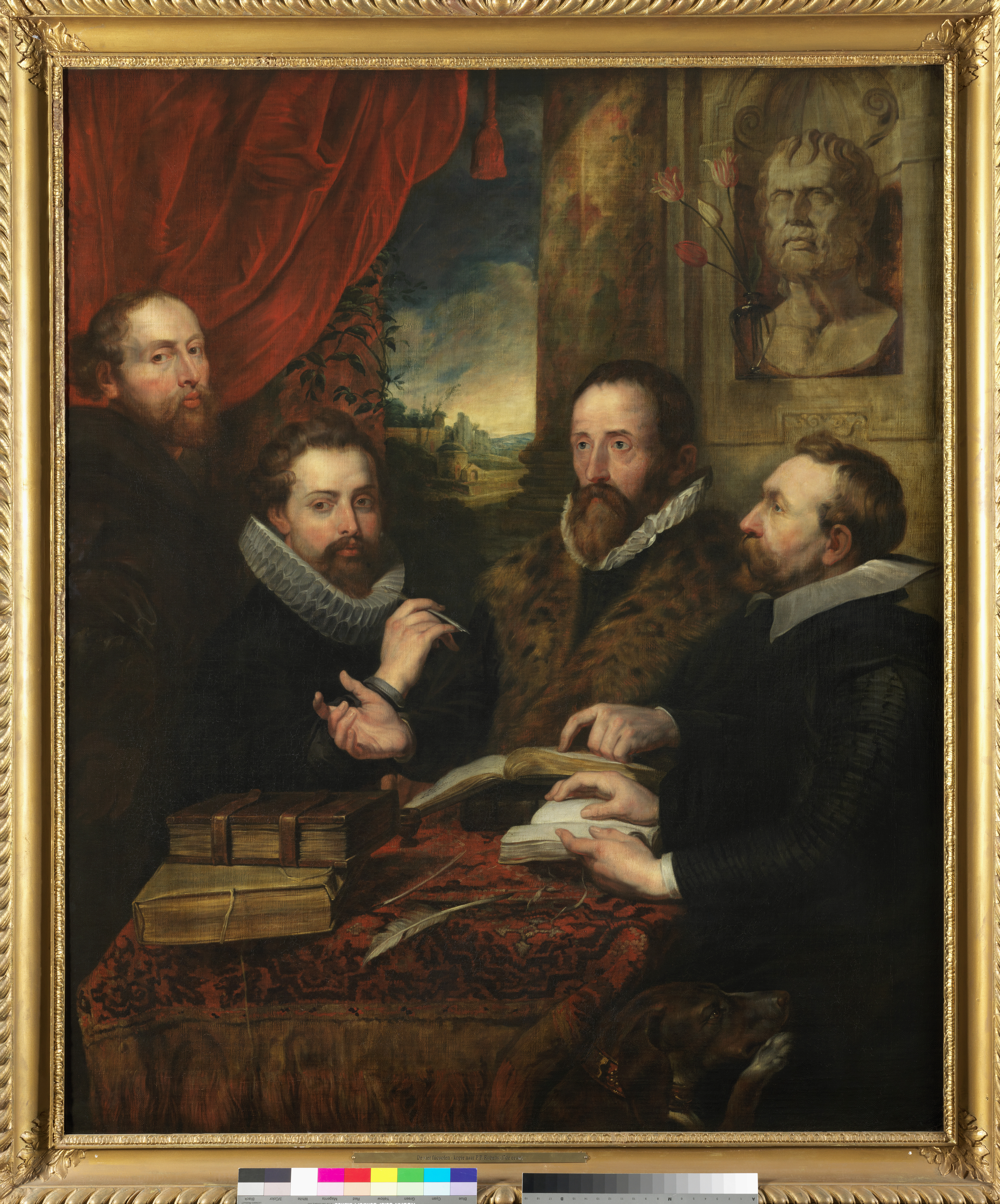
Giusto Lipsio al centro dei Quattro filosofi di Rubens (1611-1612, ritratto postumo)

Nato ad Overijse presso Bruxelles il 18 ottobre 1547, fece i primi studi nel collegio di Ath e presso i gesuiti di Colonia e manifestò anche il proposito di entrare nell'ordine, ma vi rinunciò per l'opposizione dei genitori, passando a Lovanio, dove proseguì quegli studi filosofici e letterari per i quali mostrava visibile inclinazione. Il suo primo lavoro filologico, Variarum lectionum libri quatuor (Anversa 1569) gli procura la protezione del cardinale Antoine Perrenot de Granvelle che lo porta con sé a Roma come segretario, per due anni, ponendolo a contatto con i maggiori rappresentanti del movimento culturale italiano. Frequentò i circoli umanisti cattolici, facendo la conoscenza di studiosi come Latino Latini (1513-1593, segretario e bibliotecario di numerosi cardinali), Paolo Manuzio (1512-1574, figlio del famoso stampatore e studioso e stampatore egli stesso), Fulvio Orsini (1529-1600, bibliotecario vaticano e il principale archeologo del suo tempo), e l'umanista e letterato francese Marc-Antoine Muret (1526-1585), che insegnava all'università papale La Sapienza.
Muret era un'autorità su Aristotele, Cicerone, Catullo e Terenzio, e il successo dello stile ciceroniano nell'età della Controriforma è in gran parte dovuto alla sua influenza. Tuttavia Muret nutriva anche un particolare interesse per Tacito, e fu su sua ispirazione che Lipsio fece uno studio approfondito dei manoscritti tacitiani custoditi nella Biblioteca Vaticana. Il piano per la sua edizione dell'opera omnia dello storico latino risale senza dubbio a questo periodo. In seguito Muret avrebbe accusato Lipsio di aver plagiato il suo lavoro sul testo di Tacito.
A Roma Lipsio frequentò assiduamente le biblioteche e perfezionò sui codici latini la sua cultura classica. Nel 1572 iniziò un viaggio in Germania e finì con l'accettare una cattedra di storia nella nuova università luterana di Jena. Breve soggiorno, amareggiato dall'ostilità dei colleghi, a cui seguì un periodo di peregrinazione da Colonia ad Anversa, e infine a Leida (1579), dove si fermò dodici anni che furono i più fecondi di lavoro e di successi. L'attività filologica del Lipsio fu rivolta esclusivamente al mondo romano, e si esplicò in edizioni di testi e in dissertazioni di critica testuale e di antiquaria. Le sue edizioni fondamentali sono quelle di Tacito (1574), Valerio Massimo (1585), le tragedie (1589) e le opere filosofiche di Seneca (1605), Velleio Patercolo (1591); importante il commentario al Panegirico di Plinio il Giovane. Tacito e Seneca furono i maestri spirituali del Lipsio, e del loro influsso sullo spirito della dottrina politica del Cinquecento attesta largamente la produzione filosofica e politica che si accompagna a quella filologica, col De Constantia (1584), i Politicorum sive civilis doctrinae libri sex (1589); e poi quella precipuamente storica, col Tractatus ad historiam romanam cognoscendam utilis (1592) e il De magnitudine romana (1598). Cattolico di nascita e d'educazione, durante il soggiorno di Jena e di Leida parve inclinare verso il protestantesimo (secondo alcuni anzi vi avrebbe fatto formale adesione); ma fu, più che altro, effetto di simpatie culturali, di suggestione di persone e d'ambienti. Per sottrarsi alle influenze calviniste lasciò Leida e nel 1592 si trasferì a Lovanio.

## Edizioni

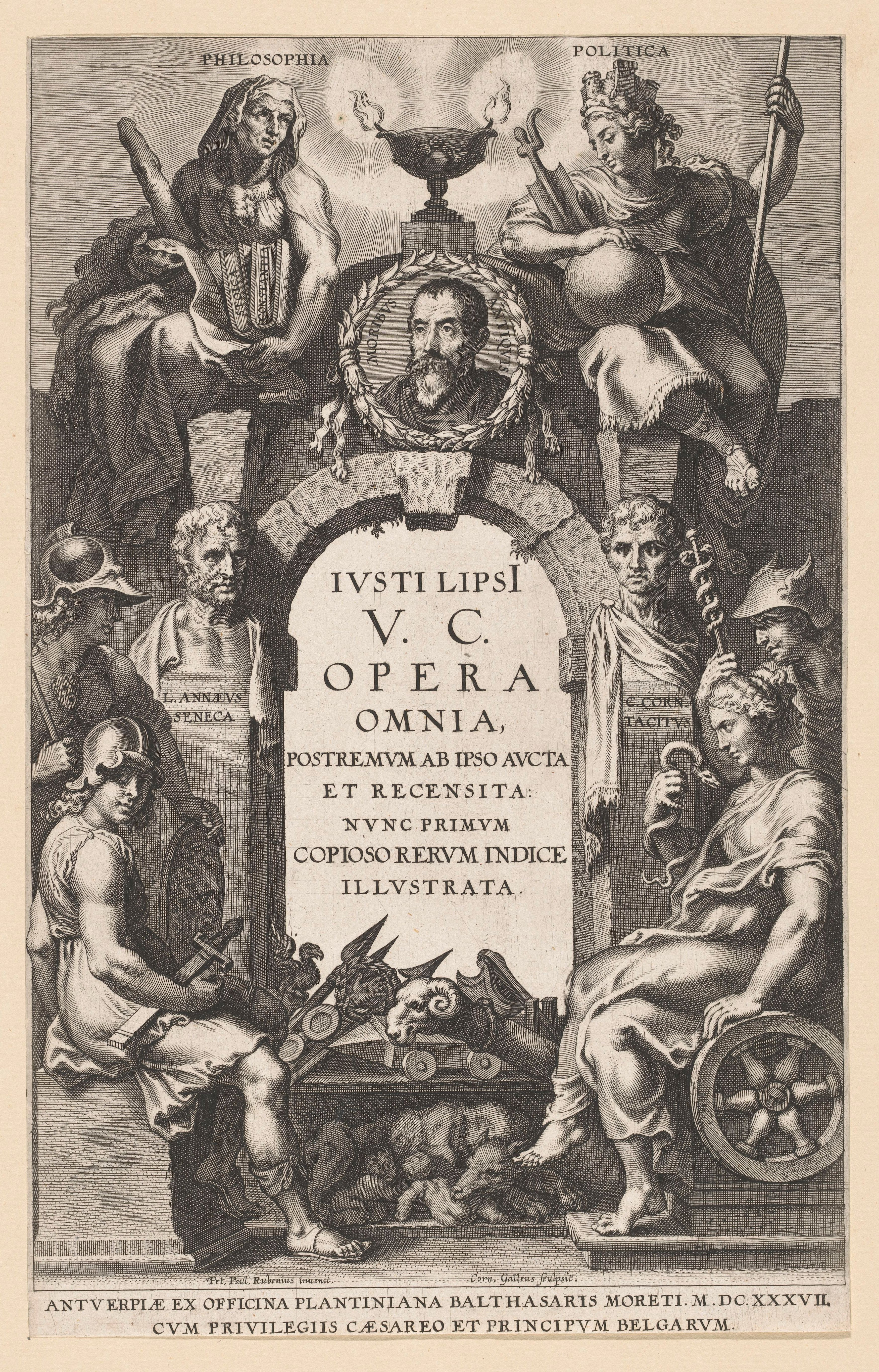
Giusto Lipsio, Opera omnia, Anversa, 1637

Gli scritti di Giusto Lipsio sono assai numerosi e non tutti facilmente reperibili. Più volte furono riuniti in raccolte organiche: la migliore è quella a cura del Moreto (Justi Lipsii opera omnia, Anversa 1637, voll. 4 in fol.), ma anch'essa incompleta. Le dissertazioni filologiche furono raccolte nel 1585 in 8 voll., e nel 1675 in 4 voll. Le opere principali vennero tradotte in molte lingue (fra i traduttori italiani sono: Antonio Numai, Ercole Cati, Filippo Pigafetta, Alessandro Tassoni); ma interi capitoli furono spesso alterati od omessi per motivi politico-religiosi. Interessante per la storia della cultura, ma in parte ancora inedito e disperso, è l'epistolario: Epistolarum centuriae duae, Leyda 1591, Lettres politiques, Lipsia 1859.

## Pensiero
La personalità di Lipsio rivestì un interesse non comune per l'interferire dei problemi che agitarono l'età moderna nel suo primo formarsi, e l'elaborazione a volte speculativa, a volte meramente empirica, di quei principi che sarebbero stati razionalmente sistemati solo nel periodo illuministico. Lipsio non partecipò alla vita politica: preferì conservarsi estraneo ai casi contingenti, interprete, com'era, di una crisi generale del pensiero e non conoscitore dei fatti politici nella loro realtà effettuale. Egli fu soprattutto un filologo: lavorava sui libri, accumulava materiali eruditi, li analizzava e li comparava. Volle farsi luce attraverso le dottrine e le osservazioni altrui: costruì in mezzo a una soverchiante cultura che era in pari tempo la sua forza e il suo limite. Da questo sincretismo umanistico posterasmiano provengono i due motivi fondamentali del suo pensiero: l'etica stoica e la politica tacitiana. Infatti la sua coscienza politica si muoveva in una sfera di cosmopolitismo internazionale e la sua precettistica si valse di quell'adattamento dello storico di Tiberio ai nuovi tempi che fu comune, se pur con diverse sfumature, a molti scrittori della Controriforma.
In ambito etico, volle portare a nuova vita lo stoicismo romano (Seneca soprattutto). Al centro delle sue speculazioni filosofiche c'è il problema della Provvidenza divina, da cui dipende l'ordine del creato. A sua volta l'ordine del creato dà vita alla necessità immutabile degli elementi che lo compongono, il fato. Accettare il fato significa possedere la costanza, virtù principale dell'uomo saggio, la quale sa resistere a tutte le vicissitudini dell'esistenza ed è alla base dell'equilibrio e della pace dello spirito.
Per primo unì la dottrina machiavelliana con l'antimachiavellismo ufficiale del tempo grazie al cosiddetto "tacitismo". Fino al 1572, quando Lipsio presentò il suo pensiero, Tacito non aveva giocato per Machiavelli alcun ruolo particolare. Lipsio lo prese in considerazione come pensatore politico e altri francesi e italiani seguirono il suo esempio. Lipsio non giunse a elaborare, né in forma giuridica né in forma filosofica, una vera teoria dello stato, ma pervenne a una formulazione di precetti inerenti al governo e all'istituto monarchico, suggeriti da compromessi empirici più che da una tesi ideale. La figura del tiranno proiettava la sua ombra anche sullo scrittore fiammingo: questi riteneva che i danni d'un moto rivoluzionario fossero ben più gravi di quelli causati dal malgoverno di un despota. Quindi niente tirannicidio, ma sopportazione dei mali politici, cui doveva essere di conforto il pensiero che la Provvidenza avrebbe saputo suscitare un ottimo principe dopo un malvagio.
Anche nella polemica postmachiavellica dei rapporti tra politica e morale, egli tentò di risolvere l'antinomia con un procedimento non dialettico, ma empirico, vale a dire con l'introduzione di un criterio conciliativo di giudizio: la prudenza. Vi può essere la frode nella vita politica in quanto è proprio della natura umana peccare; ma la norma suprema dev'essere la virtù, e in tal caso anche la frode, "prudentemente" mescolata con la virtù, non ne turba né corrompe l'intimo valore ideale. In materia di libertà religiosa Lipsio si affermava intollerante, ma poi negò che si dovessero perseguitare e punire gli eretici quando non compromettessero la stabilità dell'ordine pubblico. Di fronte ai maggiori problemi, l'intransigenza iniziale del Lipsio finì col cedere a una visione più lata delle cose, e col riconoscere, nel momento pratico, talune esigenze dello spirito moderno negate in sede teoretica.
Fu autore anche di un De militia romana (1595), trattato sull'arte della guerra romana che pretendeva di recuperare le tattiche e le strategie di guerra adottate nell'antica Roma dalle legioni, per reimpiegarle al suo tempo nella lotta contro gli spagnoli. Il suo trattato fu particolarmente apprezzato, sebbene con scarsi esiti, dai conti di Nassau Maurizio e Guglielmo Luigi.
In De cruce, Lipsio espose la terminologica distinzione da lui inventata tra crux simplex (palo o trave in posizione verticale per giustiziare un condannato o affiggendolo ad esso o impalandolo) e crux compacta (congiunzione di due pali o due travi) e, nell'ambito della crux compacta, tra crux decussata (a forma di X), crux commissa (a forma di T) e crux immissa (a forma di †). Nelle esecuzioni, era usato in due maniere distinte il palo da lui chiamato crux simplex, privo cioè di traversa. Nell'una il condannato veniva affisso al palo,, nell'altra maniera la vittima veniva, come dice Lipsio, "infissa" (impalata) col palo.
Oltre alle maniere di impiegare la crux simplex, lo studio di Lipsio include altri 14 immagini di esecuzioni con diversi tipi di crux compacta. Sull'esecuzione di Gesù, Lipsio si pronuncia per l'opinione che si usò la tradizionale crux immissa e non condanna, pur senza adottarla, l'opinione che si usò la croce a Tau (crux commissa).

## Opere
- (LA) Giusto Lipsio, Epistolicarum quaestionum libri V, Antverpiae, ex officina Christophori Plantini, architypographi regij, 1577.
- (LA) Giusto Lipsio, De Constantia Libri Duo, Qui alloquium praecipue continent in Publicis malis, Antverpiae, ex officina Christophori Plantini, 1584.
- (LA) Giusto Lipsio, Politicorum sive Civilis Doctrinae Libri Sex, Antverpiae, ex officina Plantiniana, apud Franciscum Raphelengium, 1589.
- (LA) Giusto Lipsio, De Cruce, Antverpiae, ex officina Plantiniana, apud viduam, et Ioannem Moretum, 1594.
- (LA) Giusto Lipsio, De bibliothecis syntagma, Antverpiae, ex officina Plantiniana, apud Ioannem Moretum, 1602.
- (LA) Giusto Lipsio, Manuductionis ad Stoicam Philosophiam Libri Tres, L. Annaeo Senecae, aliisque scriptoribus illustrandis, Antverpiae, ex officina Plantiniana, apud Hadrianum Perier, 1604.
- (LA) Giusto Lipsio, Annaei Senecae Philosophi Opera, Quae Existant Omnia, A Iusto Lipsio emendata, et Scholiis illustrata, Antverpiae, ex officina Plantiniana, apud Ioannem Moretum, 1605.
- (LA) Iusti Lipsi opera omnia, postremum ab ipso aucta et recensita nunc primum copioso rerum indice illustrata, Antverpiae, ex Officina Plantiniana Balthazari Moreti, 1637. URL consultato il 1º giugno 2019.

### Edizioni e traduzioni moderne
- Justus Lipsius. Politica: Six Books on Politics or Political Instruction, edited and translated by Jan Waszink, Assen, Royal Van Gorcum, 2004, ISBN 90-232-4038-3.
- De Bibliothecis Syntagma di Justus Lipsius: l'apice di una tradizione, l'inizio di una disciplina, traduzione e commento di Diego Baldi, Roma, CNR - ISMA, 2017, ISBN 978-88-8080-235-8
- La politica, in Giusto Lipsio, Opere politiche vol. I (tomi 1-2), introduzione, traduzione e note a cura di Tiziana Provvidera, Torino, Nino Aragno Editore, 2012; nuova edizione critica riveduta e ampliata, Torino, Nino Aragno Editore, 2019, ISBN 978-88-9380-072-3.
- Annotazioni alla Politica e Dell'unica religione, introduzione, traduzione e note a cura di Tiziana Provvidera, in Giusto Lipsio, Opere politiche vol. II, Torino, Nino Aragno Editore, 2020, ISBN 978-88-8419-590-6

### Studi
- (LA) Aubert Miraeus, Vita Justi Lipsii, Anversa, apud Dauidem Martinium, 1609.
- Frédéric Auguste Ferdinand Thomas de Reiffenberg, De Justi Lipsii vita et scriptis commentarius, Bruxelles 1823;
- Charles Nisard, Le triumvirat littéraire du XVIe siècle, Parigi 1852; F. Van Der Haeghen, Bibliotheca Belgica, Gand 1880 seg. (ottima bibliografia);
- Emile Amiel, Les publicistes du XVIe siècle, Parigi 1880;
- Fortunat Strowski, Pascal et son temps, Parigi 1922;
- Vittorio Beonio Brocchieri, L'individuo, il diritto e lo stato nella filosofia politica di Giusto Lipsio, nel vol. Saggi critici di storia della filosofia politica, Bologna 1931;
- Jacqueline Lagrée, Juste Lipse et la restauration du stoïcisme : étude et traduction des traités stoïciens De la constance, Manuel de philosophie stoïcienne, Physique des stoïciens (extraits), Parigi, Vrin, 1994.